# Arrhenotoides dubouzeti
Arrhenotoides dubouzeti – gatunek chrząszcza z rodziny kózkowatych i podrodziny zgrzypikowych. Jedyny przedstawiciel rodzaju Arrhenotoides.

## Zasięg występowania
Gatunek ten występuje na Nowej Kaledonii.